# Linha de altas prestações

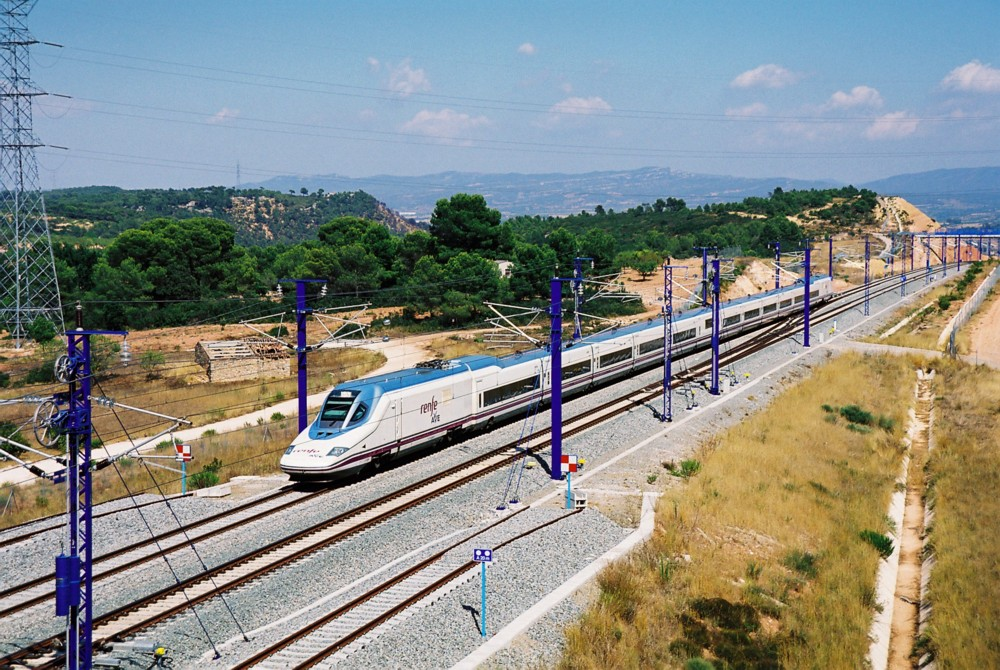
Linha de alta velocidade Madrid-Saragoça-Barcelona-Fronteira francesa.

Denomina-se linha de altas prestações àquela linha de caminho de ferro que tem umas caraterísticas técnicas muito superiores às das linhas convencionais.
Em alguns casos considera-se linha de altas prestações às linhas de alta velocidade, enquanto que noutros casos considera-se que as de altas prestações são de um nível intermédio entre as convencionais e as de alta velocidade.

## Uso do termo
O termo generalizou-se a partir do seu uso no Plano Estratégico de Infraestruturas e Transporte (PEIT) de Espanha de 2005. Não existe uma definição clara dos requisitos necessários para que uma linha seja considerada de alta velocidade ou de altas prestações. No caso do PEIT, consideram-se como de altas prestações as linhas de alta velocidade com dupla via de bitola internacional (1.435 mm) e tráfego tanto de passageiros como de mercadorias. A inclusão de mercadorias e a procura por linhas que admitam operadores de mercadorias de velocidades inferiores à de ponta, juntamente com a consideração como de altas prestações das linhas que não são de alta velocidade, levou à sua consideração como linhas que admitem uma velocidade de ponta inferior a uma linha de alta velocidade pura.

## Definições de alta velocidade
A própria UIC fala de "definições", segundo a normativa europeia considera-se alta velocidade:
Redes: o sistema ferroviário que faz parte do sistema ferroviário transeuropeu de alta velocidade inclui: as linhas especialmente construídas para a alta velocidade, equipadas para velocidades no geral iguais ou superiores a 250 km/h, as linhas especialmente acondicionadas para a alta velocidade equipadas para velocidades da ordem de 200 km/h, as linhas especialmente acondicionadas para a alta velocidade, de carácter específico devido a dificuldades topográficas, de relevo ou de entorno urbano, cuja velocidade deverá ajustar-se caso a caso. Esta categoria inclui também as linhas de interconexão entre as redes de alta velocidade e convencionais, os troços de estação, o acesso aos terminais, armazéns, etc., que são percorridos a velocidade convencional por material rodante de «alta velocidade».
Veículos: o sistema ferroviário que faz parte do sistema ferroviário transeuropeu de alta velocidade engloba os veículos concebidos para circular: a uma velocidade de 250 km/h como mínimo nas linhas especialmente construídas para a alta velocidade, podendo-se ao mesmo tempo, nas circunstâncias adequadas, alcançar velocidades superiores aos 300 km/h, ou antes a uma velocidade da ordem de 200 km/h nas linhas anteriores, no caso de serem compatíveis com as possibilidades dessas linhas. Para além disso, os veículos concebidos para funcionar a uma velocidade máxima inferior a 200 km/h que possivelmente venham a circular por toda a rede transeuropeia de alta velocidade, ou por uma parte desta, quando sejam compatíveis com os níveis de rendimento da dita rede, deverão reunir os requisitos que garantam um funcionamento seguro nessa rede.
Assim, a UIC considera de alta velocidade as seguintes linhas: Saragoça-Huesca, Ourense-Santiago, Sevilha-Cádis e a Variante de Pajares, que não estão incluídas na ADIF AV. Também considera de alta velocidade o Corredor Noroeste dos Estados Unidos, onde compartilha via com trens de cercanias e de mercadorias, ou aos Mini-Shinkansen, antigas linhas de via estreita adaptadas à bitola padrão e onde a velocidade máxima é de 130 km/h. Porém, a ADIF AV inclui o troço Valência-Vandellós do Corredor Mediterrâneo, e ambos os organismos consideram de alta velocidade o troço A Coruña-Vigo do Eixo Atlântico e a futura linha Plasencia-Badajoz.

## Linhas que se podem considerar de altas prestações
Sobre a base da sua velocidade máxima e a se se trata de uma linha de nova construção, ou não, se poderão considerar linhas de altas prestações as seguintes:
- Linha Saragoça-Huesca (23 de dezembro de 2003). Resultado da eletrificação a 25 kV e da mudança de bitola (de ibérica a padrão) de uma das vias da linha convencional entre Saragoça e Tardienda (velocidade máxima: 200 km/h), e da mudança de bitola (de ibérica a mista mediante terceiro carril) da via única entre Tardienta e Huesca (velocidade máxima: 160 km/h).
- La Sagra-Toledo (16 de novembro de 2005). Curto ramal de nova construção com via dupla; a velocidade máxima é de 220 km/h.
- Troço Vigo-Corunha do Eixo Atlântico (11 de dezembro de 2011 e 18 de abril de 2015). Eletrificou-se, modernizou-se e duplicou-se a via única convencional e realizaram-se algumas variantes. Atualmente a velocidad máxima é de 200 km/h em 98,3 dos 155,6 km do seu traçado, porém chegará a 220 km/h quando se instalar o ERTMS e a 250 km/h quando se mudar para bitola padrão.
- Sevilha-Cádis. A 1 de outubro de 2015 finalizaram-se as obras que começaram em 1991. Modernizou-se e duplicou-se a via única convencional e realizaram-se algumas variantes. Atualmente a velocidade máxima é de 200 km/h em 75,9 dos 153 km do seu traçado, e chegará a 220 km/h quando se instalar o ERTMS entre Utrera e Jerez.
- Plasencia-Badajoz. Aproveita-se a plataforma da parte da nova linha de alta velocidade para instalar via única sem eletrificar. A velocidade máxima será de 200 km/h.
- Troço Valência-Vandellós pertencente ao Corredor Mediterrâneo. Em obras desde 1988, tem via dupla convencional com um troço de via única e uma variante nova. A velocidade máxima é de 220 km/h em 184,1 dos 240,1 km do seu traçado.

Linhas convencionais adaptadas para 200/220 km/h.
—Corredor Mediterrâneo:
144,4 km Vandellós-Castellón (inclui 131,4 km a 220 km/h e 8,5 a 160)
039,7 km Moncófar-Alboraya (220 km/h)
041,9 km Xátiva-La Encina (220 km/h, também faz parte da linha convencional Madrid-Valência)
—Linha Ciudad Real-Badajoz:
039,5 km La Garrovilla-Gévora (inclui 15,1 km a 185 km/h)
—Linha Saragoça-Huesca:
052,9 km Bifurcação Huesca-Tardienta (bitola padrão)
—Variante de Burgos:
013,2 km Bif. Aranda-Bif. Rubena Aguja km 377,3
—Linha Madrid-Valência:
027,2 km P. B. Arenales-Socuéllamos
027,9 km La Roda-Albacete
—Eixo Atlântico Vigo-Corunha:
009,8 km Bif. Arcade-Pontevedra
043,8 km Bif. San Amaro -Bif. Angueira (inclui 3,7 km a 80 km/h)
044,7 km km 387,214-Uxes
—Linha Sevilha-Cádis:
064,3 km Utrera-Jerez de la Frontera Mercadorias
011,6 km do km 110,680 ao 122,294 do troço Jerez de la Frontera-El Puerto de Santa María
Total: 560,9 km
Em algumas das linhas a inaugurar em 2016 se mudou-se a bitola (de ibérica a misto mediante terceiro carril) a troços de linha convencional para poder enlaçar com outros de nova construção. É o caso dos troços El Reguerón-Murcia Cargas, Bifurcação Quejigares-Bifurcação Tocón e Bifurcação La Chana-Granada, os dois últimos na linha Antequera-Granada.
Não pode ser considerada como de altas prestações a linha Ourense-Santiago porque a sua velocidade máxima é de 300 km/h e faz parte da Linha de alta velocidade Olmedo-Zamora-Galiza. O fato de que, provisoriamente e até que enlace com Madrid, conte com bitola ibérica é irrelevante.